# North Tawton
North Tawton – miasto w Anglii, w hrabstwie Devon, w dystrykcie West Devon, położone nad rzeką Taw. Leży 28 km na zachód od miasta Exeter i 275 km na zachód od Londynu. W 2005 miasto liczyło 1752 mieszkańców.